# فانا روزنبرغ
فانا روزنبرغ (بالسويدية: Vanna Rosenberg)‏ هي مغنية وممثلة سويدية، ولدت في 3 أبريل 1973 في السويد.

## وصلات خارجية
- فانا روزنبرغ على موقع IMDb (الإنجليزية)
- فانا روزنبرغ على موقع روتن توميتوز (الإنجليزية)
- فانا روزنبرغ على موقع ألو سيني (الفرنسية)
- فانا روزنبرغ على موقع ميوزك برينز (الإنجليزية)
- فانا روزنبرغ على موقع أول موفي (الإنجليزية)
- فانا روزنبرغ على موقع قاعدة بيانات الأفلام السويدية (السويدية)
- فانا روزنبرغ على موقع أول ميوزيك (الإنجليزية)
- فانا روزنبرغ على موقع ديسكوغز (الإنجليزية)
- فانا روزنبرغ على موقع قاعدة بيانات الفيلم (الإنجليزية)